# NBF豊洲ガーデンフロント
NBF豊洲ガーデンフロント（エヌビーエフとよすガーデンフロント）は、東京都江東区豊洲五丁目に所在するオフィスビルである。日本ビルファンド投資法人（NBF）が所有し、清水建設株式会社が設計・施工を手掛けた。豊洲地区の再開発が進む中で建設され、株式会社博報堂プロダクツやDynabook株式会社などの本社が入居している。

## 概要
NBF豊洲ガーデンフロントは、東京臨海副都心の一部である豊洲エリアに位置する。本物件の建築計画においては、当初「(仮称)豊洲５丁目ビル」として呼称されていたが、日本ビルファンド投資法人（NBF）は、平成18年9月28日に清水建設株式会社との間で本物件の売買契約を締結し、平成20年1月16日より正式名称として「ＮＢＦ豊洲ガーデンフロント」とした。 その後、建物の竣工を経て、平成20年3月31日に正式に物件の引渡しを受け、所有権を取得した 。
NBFは、本物件の取得理由として、競争力のあるスペックを有し、隣接する既存保有物件「NBF豊洲キャナルフロント」との一体運用による資産価値向上を挙げている。

## テナント
NBF豊洲ガーデンフロントには、情報通信業やサービス業を中心とした企業が多数入居している。特に広告代理店グループの拠点としての性格が強い。
主な入居テナントは以下の通り（2024年時点の情報を含む）。
- 博報堂プロダクツ本社
- 博報堂コネクト
- 川島織物セルコン
- Dynabook本社

## アクセス
- 東京メトロ有楽町線「豊洲」駅：6a出口より徒歩約6分
- 新交通ゆりかもめ「豊洲」駅：2A出口より徒歩約6分